# Xenotarsosaurus
Xenotarsosaurus ist eine wenig bekannte Gattung theropoder Dinosaurier aus der Gruppe der Abelisauroidea, die während der frühen Oberkreide (Cenomanium bis Turonium) im heutigen Südamerika lebte. Der bisher einzige Fund besteht aus einem fragmentarischen Hinterbein und zwei Wirbeln und stammt aus der Bajo-Barreal-Formation in der argentinischen Provinz Chubut. Einzige Art ist Xenotarsosaurus bonapartei.
Der Name Xenotarsosaurus (gr. xenos – „sonderbar“, tarsus – „Fuß“, saurus – „Echse“) bedeutet so viel wie „Echse mit sonderbarem Fuß“ und weist auf den ungewöhnlichen Aufbau des Fußgelenks. Der zweite Teil des Artnamens, bonapartei, ehrt den Paläontologen José Fernando Bonaparte.

## Merkmale
Es handelte sich um einen mittelgroßen Theropoden. Der Oberschenkelknochen misst 59,8 Zentimeter Länge, was auf eine Körperlänge von etwa 5 Metern schließen lässt. In der Erstbeschreibung (Martínez und Kollegen, 1986) wurde Xenotarsosaurus insbesondere anhand des namensgebenden Baus des Fußgelenks von anderen Theropoden abgegrenzt, das sich durch das mit dem Fersenbein (Calcaneum) verschmolzene Sprungbein (Astragalus) auszeichnet. Heute gilt diese Verschmelzung jedoch nicht mehr als einzigartiges Merkmal von Xenotarsosaurus, sondern als gemeinsames Merkmal der Gruppe Ceratosauria.

## Systematik
Die Verwandtschaftsbeziehungen dieser Gattung sind wegen der nur spärlichen Überreste umstritten. In der Erstbeschreibung der Gattung ordnete sie Martínez der Abelisauridae zu, was von einigen späteren Autoren angezweifelt wurde. So schlagen Coria und Rodriguez (1993) vor, Xenotarsosaurus lediglich als nicht weiter einzuordnenden Vertreter der Neoceratosauria (=Ceratosauria) zu führen (Neoceratosauria incertae sedis). Carrano und Sampson (2008) klassifizieren diese Gattung als Vertreter der Abelisauroidea, halten eine Position innerhalb der Abelisauridae aber für wahrscheinlich.

## Fund
Der einzige Fund (Holotyp, Exemplarnummer UNPSJB-Pv-184 und -612) stammt aus dem unteren Schichtglied der Bajo-Barreal-Formation nördlich der Farm Ocho Hermanos. Dieses Exemplar wurde zusammen mit Knochen des Titanosauriers Epachthosaurus geborgen. Es umfasst zwei unvollständige Präsakralwirbel sowie ein  teilweises rechtes Bein (Oberschenkelknochen, Schienbein, Wadenbein, Astragalus, Calcaneum).
Aus der Bajo-Barreal-Formation stammen zwei weitere fragmentarische Funde von Abelisauriden: ein Oberkiefer und ein Postkranialskelett. Beide Funde könnten möglicherweise ebenfalls zu Xenotarsosaurus gehören; da sich diese Funde jedoch nur wenig mit dem Xenotarsosaurus-Skelett überlappen, ist eine Zuordnung derzeit nicht möglich.